# Liste der Fluggesellschaften in Barbados

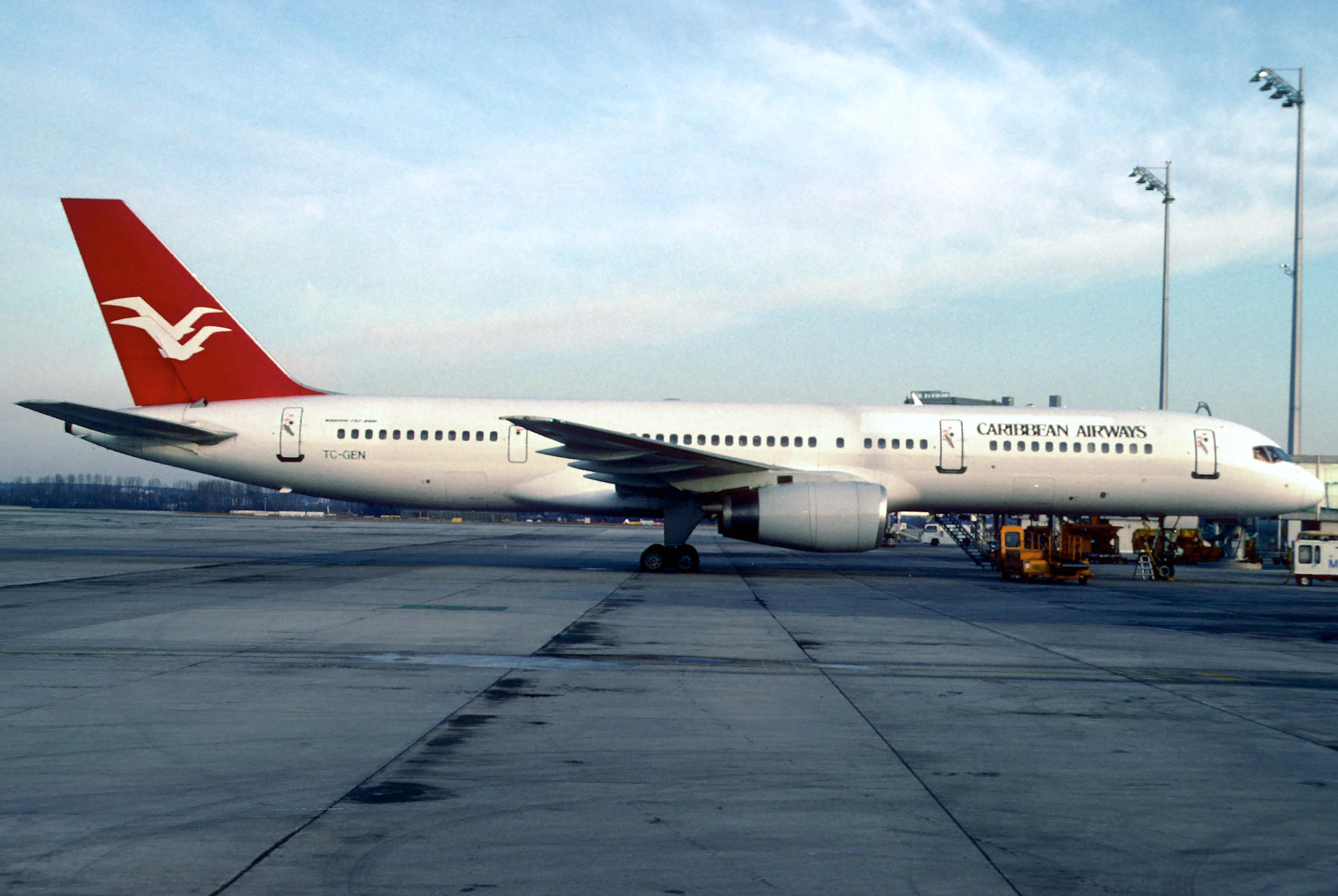
Caribbean Airways

Dies ist eine Liste der Fluggesellschaften in Barbados.

## Aktuelle Fluggesellschaften
- Caribbean Airways (seit 1975)
- TIA 2000 (seit 2018)

## Ehemalige Fluggesellschaften
- AeroServ (1974–1979)
- Aerowings (2002)
- Air Calypso (1997–2000)

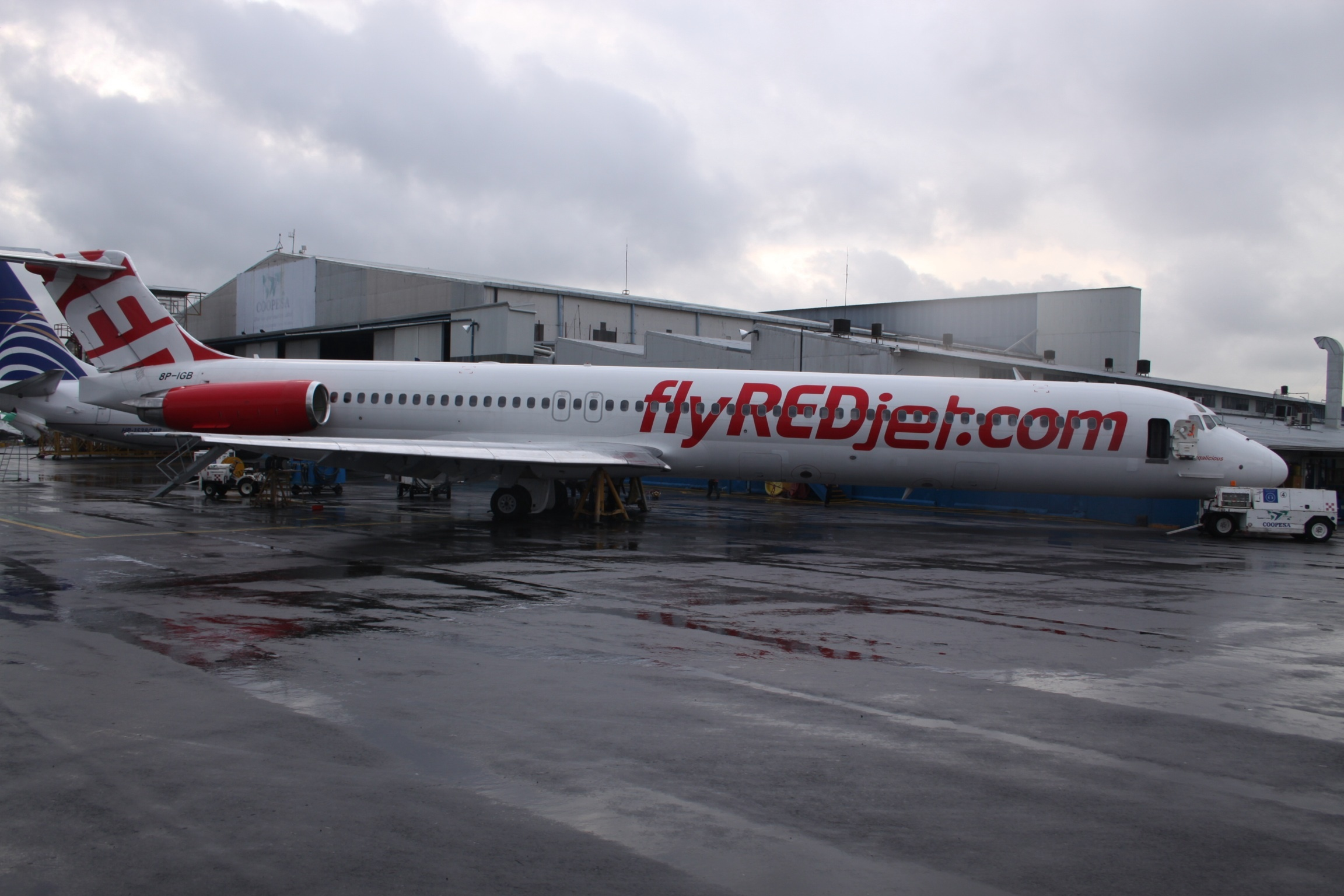
REDjet

- Barbados International Airways (1974–1975)
- Caribair
- Caribbean Airways International (1994)
- Carib Express (1994–1996)
- Carib West (1971–1979)
- Great Atlantic Airlines
- International Caribbean Airways (1970–1975) > Caribbean Airways
- REDjet (2007–2012)
- Trans Island Air (1982–2000)
- Trans Island Air 2000 (2000–2008)
- Tropic Air (1983)
- Tropical Air Services (1973–1979)